# 林斯馨
林斯馨（1906年—），女，福建福州人，中国护理专家、护理教育家，曾任中华护理学会会长，第二届全国政协委员。